# Charinus neocaledonicus
Espèce
Charinus neocaledonicus est une espèce d'amblypyges de la famille des Charinidae.

## Distribution
Cette espèce est endémique de Nouvelle-Calédonie. Elle se rencontre sur toute la Grande Terre.

## Description
La carapace des mâles mesure de 2,60 à 4,48 mm de long sur de 3,90 à 6,60 mm et celle des femelles mesure de 2,50 à 3,88 mm de long sur de 3,75 à 6,13 mm.

## Étymologie
Son nom d'espèce lui a été donné en référence au lieu de sa découverte, la Nouvelle-Calédonie.

## Publication originale
- Kraepelin, 1895 : « Revision der Tarantuliden Fabr. » Abhandlungen aus dem Gebiete der Naturwissenschaften, vol. 13, no 3, p. 3–53.